# Walter Kasper
Walter Kasper (Heidenheim an der Brenz, 5 marzo 1933) è un cardinale, vescovo cattolico e teologo tedesco.

## Biografia
Dopo la maturità al gymnasium di Ehingen sul Danubio nel 1952, intraprese gli studi di filosofia all'Università di Tubinga e all'Università di Monaco di Baviera, studi che concluse nel 1956.
Fu ordinato presbitero il 6 aprile 1957 nella diocesi di Rottenburg.
Nel 1961 ottenne il dottorato presso la Facoltà Teologica di Tubinga. Per tre anni fu assistente di Leo Scheffczyk e di Hans Küng. Nel 1964 ricevette l'abilitazione all'insegnamento e nello stesso anno la cattedra di teologia dogmatica all'università di Münster e dal 1970 alla Eberhard-Karls-Universität di Tubinga. Fu nominato pure preside, sia della Facoltà Teologica di Münster, sia poi di quella di Tubinga. Nel 1983 diventò professore ospite della Catholic University of America a Washington.
Kasper è allievo del teologo tedesco Karl Rahner.
Nel 1985 Kasper fu segretario speciale del sinodo straordinario dei vescovi. Divenne inoltre membro della commissione teologica internazionale.
Nominato vescovo di Rottenburg-Stoccarda il 17 aprile 1989, fu ordinato il 17 giugno dello stesso anno. Co-consacratori furono il vescovo di Magonza, Karl Lehmann, e Franz Josef Kuhnle, vescovo ausiliare di Rottenburg-Stoccarda. Kasper assunse il motto Veritatem in caritate. Diventò quindi presidente della commissione per la Chiesa universale e vicepresidente della commissione per la fede della Conferenza episcopale tedesca.
Nel 1994 Kasper fu nominato copresidente della Commissione Internazionale per il Dialogo Luterano/Cattolico e, il 16 marzo 1999, segretario del Pontificio consiglio per la promozione dell'unità dei cristiani. Conseguentemente, il 31 maggio 1999 rinunciò al governo della diocesi di Rottenburg-Stoccarda.
Il 21 febbraio 2001 fu elevato alla porpora cardinalizia, con il titolo di Ognissanti in Via Appia Nuova (diaconia).
Teologo molto colto e profondo, Kasper ha scritto molti libri. Nel 1993 e 2001 Kasper pubblicò la terza edizione del Lessico per la teologia e la Chiesa.
Il 3 marzo 2001 divenne presidente del Pontificio consiglio per la promozione dell'unità dei cristiani, nonché presidente della Commissione per le Relazioni Religiose con gli Ebrei. Papa Benedetto XVI accettò la sua rinuncia per motivi d'età il 1º luglio 2010, chiamando alla successione l'arcivescovo Kurt Koch.
Attualmente è membro della Congregazione per la dottrina della fede, di quella per le Chiese orientali, della Segnatura Apostolica, del Pontificio consiglio per i testi legislativi e del Pontificio consiglio della cultura.
Da tali incarichi è stato sospeso il 2 aprile 2005, come d'uso, per la morte di papa Giovanni Paolo II e riconfermato il giorno 21 dello stesso mese dal nuovo papa Benedetto XVI, del quale peraltro Kasper è, da decenni, amico e fu, inoltre, in passato pure collega di insegnamento universitario (nonostante diverse divergenze di vedute, come sul tema della comunione ai divorziati risposati, sul quale Kasper ebbe un acceso dibattito con Ratzinger nel 1992 ai tempi in cui quest'ultimo era prefetto della Congregazione per la dottrina della fede, per conto di Papa Giovanni Paolo II).
Il 21 febbraio 2011 ha optato per l'ordine dei cardinali presbiteri, mantenendo invariata la diaconia elevata pro hac vice a titolo presbiterale.
Sebbene alla data di inizio del Conclave, 12 marzo 2013, avesse già compiuto ottant'anni (il giorno 5 marzo), non è diventato un cardinale non elettore; come attestano le liste ufficiali divulgate dal Vaticano, il suo diritto di voto venne prorogato per tutta la durata del conclave. Questo è potuto accadere poiché il pontificato di Benedetto XVI è effettivamente terminato il 28 febbraio, giorno in cui in Vaticano si è istituita la Apostolica Sedes Vacans, e a quel giorno il cardinale Kasper era ancora un cardinale elettore.
Dal 13 marzo 2013, giorno in cui si è chiuso il conclave in cui è stato eletto papa Francesco, è diventato ufficialmente un cardinale non elettore.
Primo e grande elettore di Bergoglio in conclave, il libro "Misericordia" fu citato dal neoeletto pontefice nel suo primo Angelus, trasmesso in mondovisione.

Quale presidente emerito del Pontificio Consiglio per l'Unità dei Cristiani, è stato scelto da papa Bergoglio per aprire i lavori del Concistoro straordinario del 20 e 21 febbraio 2014 sul tema dei divorziati risposati e dell'eucaristia, proponendo un fondamento teologico per il dibattito con la relazione introduttiva sul Vangelo della Famiglia.
Nel maggio 2024 ha proposto di concedere ai cardinali il potere di indire concili plenari all'interno di una provincia ecclesiastica, creando un organismo parallelo al Sinodo dei Vescovi.

## Genealogia episcopale e successione apostolica
La genealogia episcopale è:
- Cardinale Scipione Rebiba
- Cardinale Giulio Antonio Santori
- Cardinale Girolamo Bernerio, O.P.
- Arcivescovo Galeazzo Sanvitale
- Cardinale Ludovico Ludovisi
- Cardinale Luigi Caetani
- Cardinale Ulderico Carpegna
- Cardinale Paluzzo Paluzzi Altieri degli Albertoni
- Papa Benedetto XIII
- Papa Benedetto XIV
- Papa Clemente XIII
- Cardinale Marcantonio Colonna
- Cardinale Giacinto Sigismondo Gerdil, B.
- Cardinale Giulio Maria della Somaglia
- Cardinale Carlo Odescalchi, S.I.
- Vescovo Eugène-Charles-Joseph de Mazenod, O.M.I.
- Cardinale Joseph Hippolyte Guibert, O.M.I.
- Cardinale François-Marie-Benjamin Richard de la Vergne
- Cardinale Pietro Gasparri
- Arcivescovo Cesare Orsenigo
- Cardinale Josef Frings
- Arcivescovo Wendelin Rauch
- Arcivescovo Eugen Viktor Paul Seiterich
- Arcivescovo Hermann Josef Schäufele
- Arcivescovo Oskar Saier
- Cardinale Walter Kasper

La successione apostolica è:
- Vescovo Johannes Kreidler (1991)
- Vescovo Thomas Maria Renz (1997)

## Opere principali
- L'Assoluto nella storia. Nella tarda filosofia di Schelling (1964)
- Per il rinnovamento del metodo dogmatico (1967)
- Il dogma sotto la Parola di Dio (1968)
- Fede e storia (1970)
- Introduzione alla fede (1972)
- Mistero uomo (1973)
- Gesù sì-Chiesa no ? (1973, con Jürgen Moltmann)
- Cristologie, oggi (1974, con Arno Schilson)
- Gesù, il Cristo (1974)
- Teologia del matrimonio cristiano (1977)
- Il Dio personale. Risposta al mistero dell'uomo (1978)
- Tempo di Dio per gli uomini: meditazioni per l'anno liturgico (1978)
- Orientamenti della fede per il futuro (1978)
- Diavolo-Demoni-Possessione: Sulla realtà del male (1978, con Karl Lehmann)
- Presenza dello Spirito. Aspetti della pneumatologia (1979, ed.)
- Lo Spirito dà la vita. Meditazione teologica sullo Spirito Santo (1982)
- Il Dio di Gesù Cristo (1982)
- Teologia e Chiesa (1987)
- Un Dio personale (1988)
- Oltre la conoscenza (1989)
- Meditazione su Maria (2001)
- Sacramento dell'unità. Eucaristia e Chiesa (2004)

## Opere principali edite in lingua italiana
- L'assoluto nella storia. Nell'ultima filosofia di Schelling, Milano, Jaca Book, 1986. ISBN 88-16-30133-3
- Introduzione alla fede, Brescia, Queriniana, 1972, 200812. ISBN 978-88-399-0565-9
- Fede e storia, Brescia, Queriniana, 1975, 19933. ISBN 978-88-399-0322-8
- Gesù il Cristo, Brescia, Queriniana, 1975, 201312. ISBN 978-88-399-0323-5
- Il Dio di Gesù Cristo, Brescia, Queriniana, 1984, 20119. ISBN 978-88-399-0345-7
- Teologia e Chiesa, Brescia, Queriniana, 1989. ISBN 978-88-399-0360-0
- Teologia e Chiesa 2, Brescia, Queriniana, 2001. ISBN 978-88-399-0414-0
- Sacramento dell'unità. Eucaristia e Chiesa, Brescia, Queriniana, 2004. ISBN 978-88-399-0805-6
- Vie dell'unità. Prospettive per l'ecumenismo, Brescia, Queriniana, 2006. ISBN 978-88-399-0816-2
- La Chiesa di Gesù Cristo. Scritti di ecclesiologia, Brescia, Queriniana, 2011. ISBN 978-88-399-0452-2
- Chiesa cattolica. Essenza - realtà - missione, Brescia, Queriniana, 2012. ISBN 978-88-399-0457-7
- Misericordia. Concetto fondamentale del Vangelo - Chiave della vita cristiana, Brescia, Queriniana, 2013, 20168. ISBN 978-88-399-0861-2
- Il vangelo della famiglia, Brescia, Queriniana, 2014. ISBN 978-88-399-0871-1
- Il matrimonio cristiano, Brescia, Queriniana, 2014. ISBN 978-88-399-0873-5
- Riconosci il tuo mistero. Meditazioni su Avvento e Natale, Brescia, Queriniana, 2015. ISBN 978-88-399-2828-3
- La liturgia della Chiesa, Brescia, Queriniana, 2015. ISBN 978-88-399-0474-4
- Papa Francesco – la rivoluzione della tenerezza e dell’amore. Radici teologiche e prospettive pastorali, Brescia, Queriniana, 2015. ISBN 978-88-399-0878-0
- Martin Lutero. Una prospettiva ecumenica, Brescia, Queriniana, 2016, 20173. ISBN 978-88-399-0887-2
- Una traccia verso la vita. Guida per la Quaresima e la Pasqua, Brescia, Queriniana, 2017. ISBN 978-88-399-2832-0
- La gioia nella speranza, Brescia, Queriniana, 2018. ISBN 978-88-399-3410-9
- Il messaggio di Amoris Laetitia. Una discussione fraterna, Brescia, Queriniana, 2018. ISBN 978-88-399-3406-2
- La gioia del cristiano, Brescia, Queriniana, 2019. ISBN 978-88-399-2844-3
- Padre nostro. La rivoluzione di Gesù, Brescia, Queriniana, 2020. ISBN 978-88-399-3256-3
- Ebrei e cristiani. L’unico popolo di Dio, Brescia, Queriniana, 2023. ISBN 978-88-399-3448-2
- Rinnovamento dall’origine. Teologia – cristologia – eucaristia, Brescia, Queriniana, 2025. ISBN 978-88-399-3465-9